# Bado
Pour le dessinateur Bado, voir Guy Badeaux.
Bado est une commune située dans le département de Tenkodogo de la province de Boulgou dans la région du Centre-Est au Burkina Faso.